# Nur Himmel und Dreck
Nur Himmel und Dreck ist ein französischer Dokumentarfilm aus dem Jahr 1961.

## Handlung
Der französische Abenteurer Pierre-Dominique Gaisseau bricht 1959 zu einer siebenmonatigen Expedition nach Neuguinea auf. Gaisseau wird von sechs Forschern, vier Soldaten und 60 Trägern begleitet. Die Expedition wird zu Fuß und mit Flößen und Kanus bewältigt. Man überquert Höhenrücken, steigt in tiefe Täler ab und erreicht den Prinzessin-Marijke-Fluss.
Die Expeditionsteilnehmer treffen auf Pygmäen, Kopfjäger und Kannibalen und nehmen an deren Riten teil. Die Männer leiden unter Insektenschwärmen und werden von Blutegeln geplagt. Als die Reise zu Ende ist, sind drei der Träger gestorben. Acht Männer sind verwundet worden, 22 sind erkrankt.

## Kritiken
Das Lexikon des internationalen Films beschrieb den Film als sportliches Wagnis wie als filmische Leistung imponierend, obgleich sich in Einzelheiten ein unnötiges Spekulieren nach Sensationellem bemerkbar macht.
Bosley Crowther von der New York Times lobte den Film als solide und bemerkenswert gut fotografierter Farbfilm mit einer exzellenten englischen Erzählung.

## Auszeichnungen
1962 wurde der Film in der Kategorie Bester Dokumentarfilm mit dem Oscar ausgezeichnet. Ein Jahr zuvor war er bei den Internationalen Filmfestspielen von Cannes für die Goldene Palme nominiert.

## Hintergrund
Die Uraufführung fand im Mai 1961 bei den Internationalen Filmfestspielen von Cannes statt. In Deutschland erschien er am 6. Oktober 1961 in den Kinos.
Sprecher der englischen Version war William Dexter.